# Maison natale-musée de Youri Gagarine
Pour les articles homonymes, voir Gagarine (homonymie).
La maison natale-musée de Youri Gagarine (Дом-музей родителей Ю. Гагарина, en russe) est une maison-isba-musée, de Klouchino dans le Oblast de Smolensk de la Région Centre en Russie, à environ 20 km au Nord de Gagarine (ville) et 200 km à l'Ouest de Moscou. Maison de naissance et d'enfance entre 1933 et 1945, du célèbre cosmonaute russe et Héros de l'Union soviétique Youri Gagarine (1934-1968) premier pilote de vol spatial habité de l'Humanité, durant une orbite terrestre de 108 minutes sur Vostok 1 du Programme Vostok, du 12 avril 1961.

## Historique
Cette isba traditionnelle russe en bois est construite par son père maçon-menuisier-charpentier, dans le petit village rural de Klouchino (à l'époque dépourvu d'électricité et d'eau courante), entouré de vastes champs agricoles, dans le Nord-Ouest de la Russie de l'ex URSS. Youri Gagarine y naît le 9 mars 1934, 3e de 4 enfants. Ses parents Alexeï Ivanovitch Gagarine et Anna Timofeïevna Matveïeva sont maçon-menuisier-charpentier et laitière dans une ferme collective d'un kolkhoze soviétique.

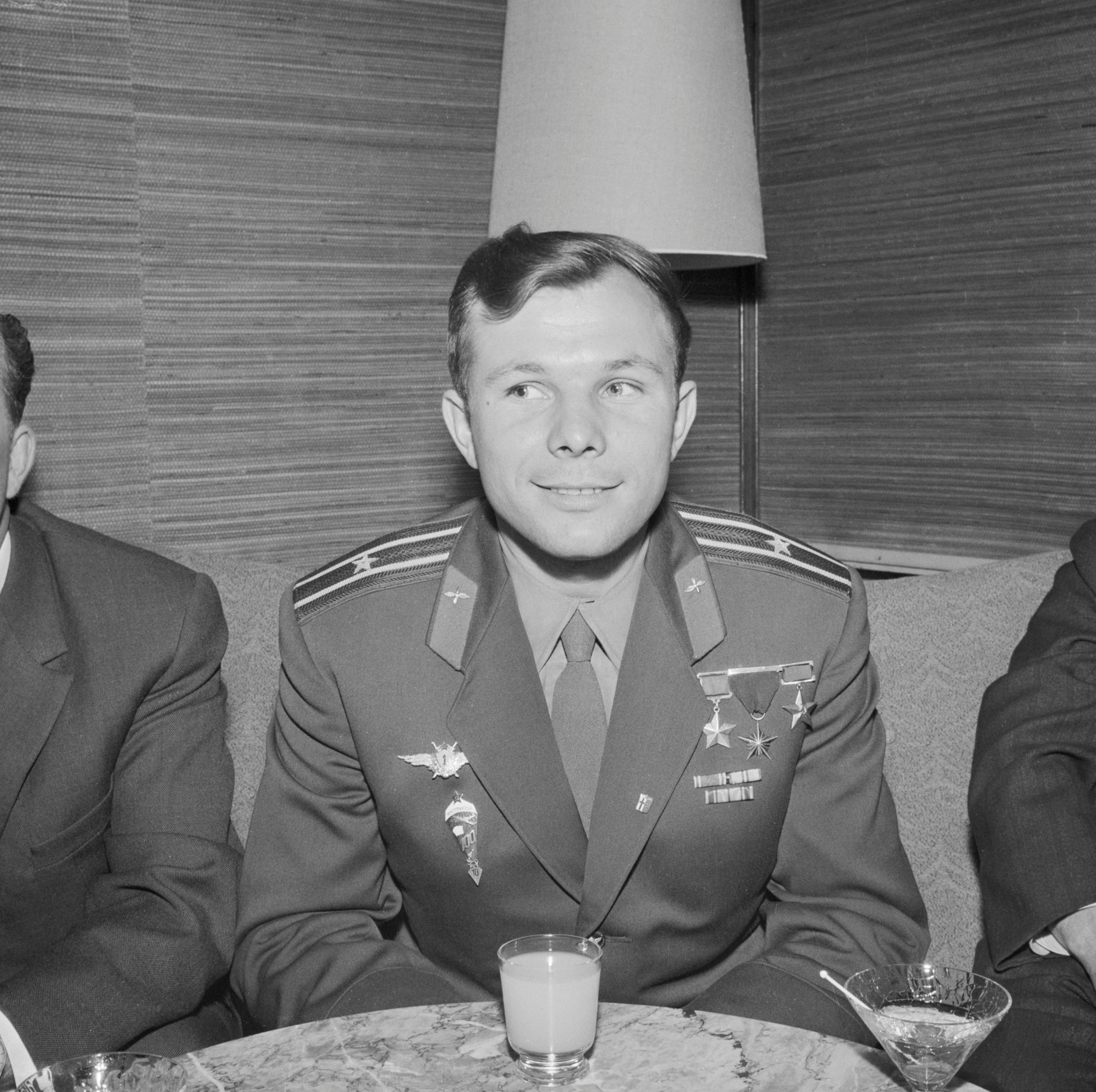
Youri Gagarine en 1961
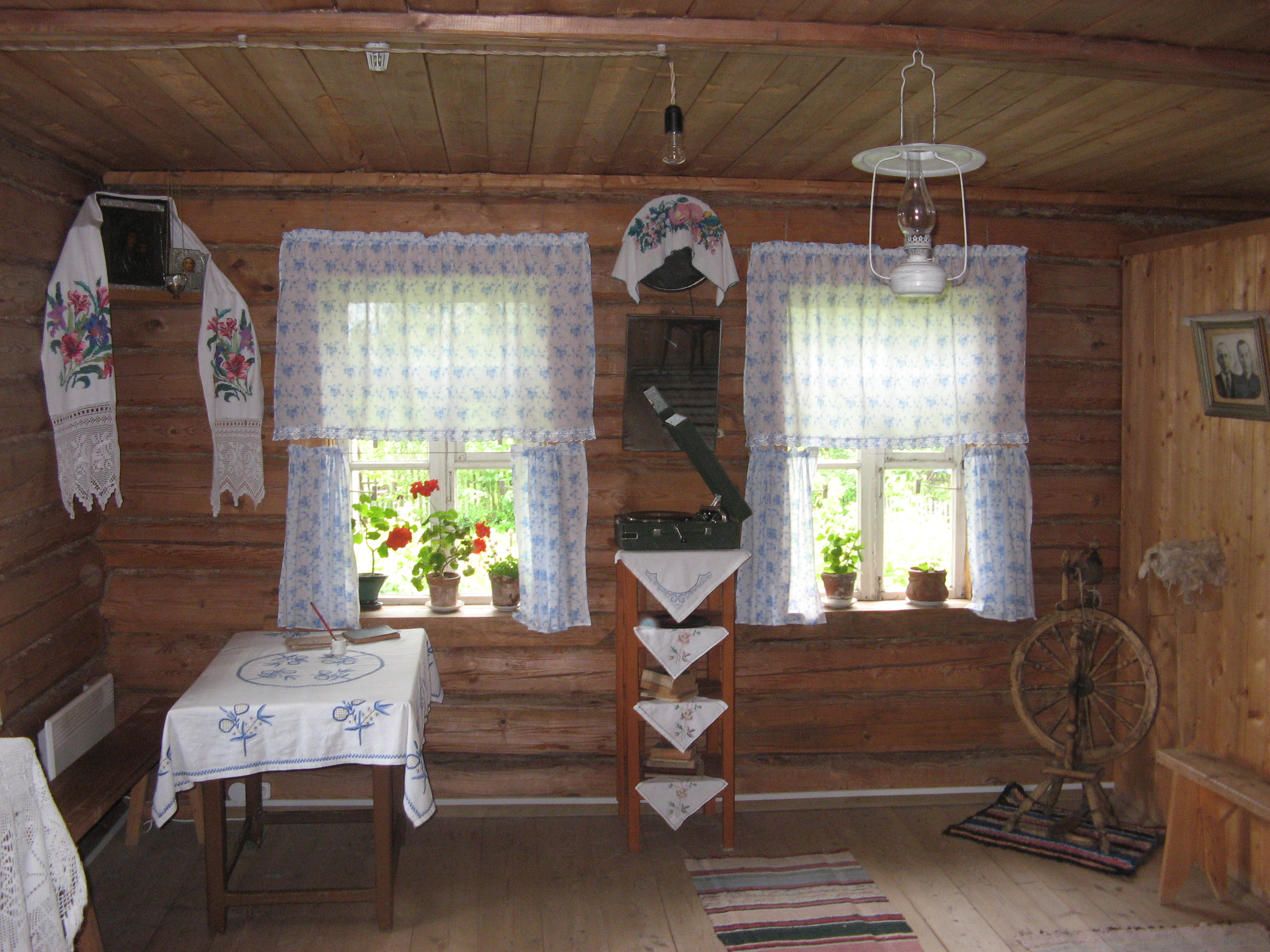
Salle à manger
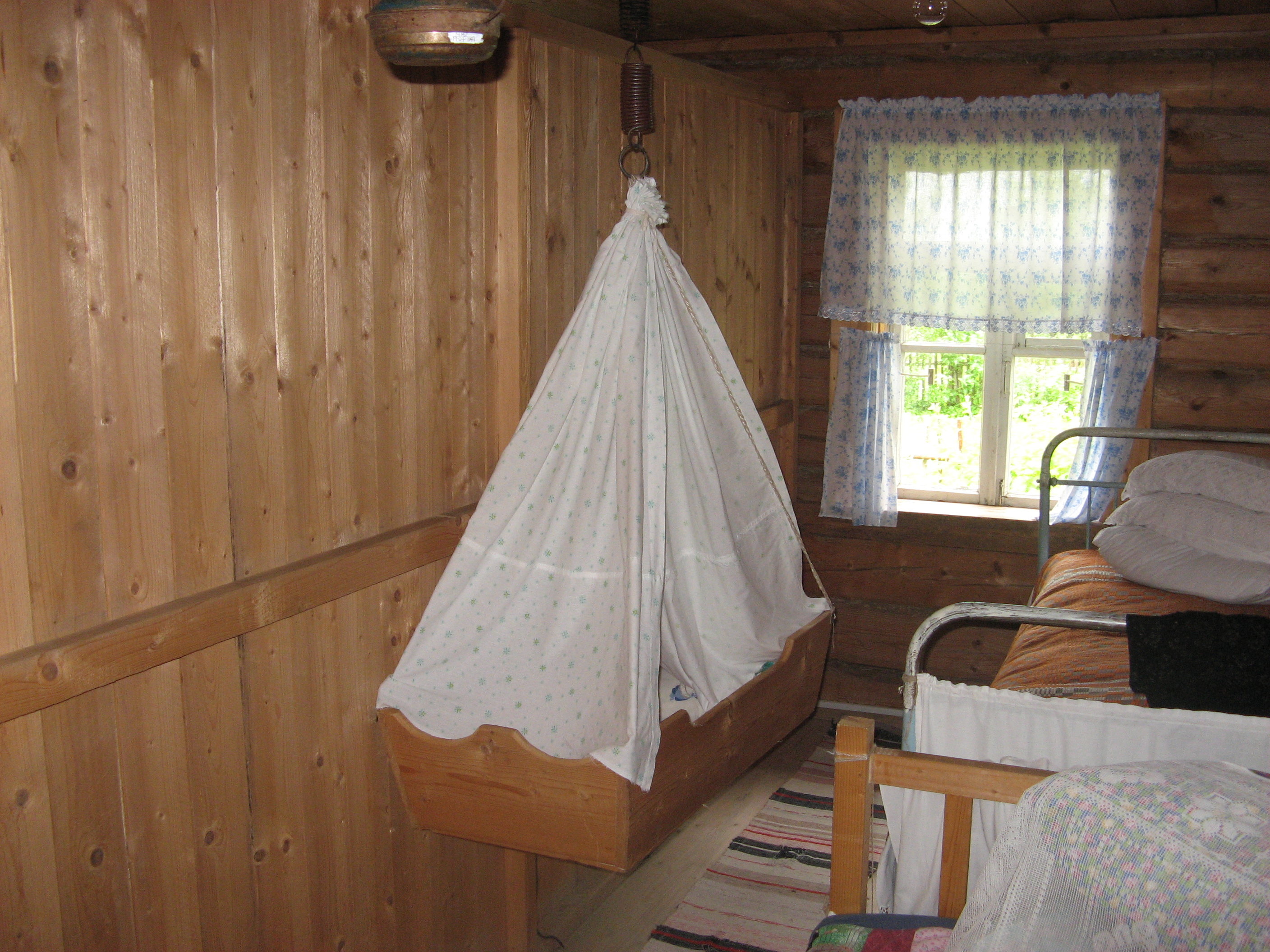
Chambre

Le village est envahi par l'armée allemande Nazi, durant l'invasion de la Russie de l'opération Barbarossa de la Seconde Guerre mondiale, de 1941 jusqu’à sa libération par les troupes soviétiques en 1944, période d'occupation durant laquelle la famille est expulsée de la maison occupée, et survit derrière la maison durant près de deux ans dans une minuscule hutte en terre battue. Alors que son père le destine à être charpentier comme lui, un événement marque la future vocation-destinée de pilote aéronautique de Gagarine : un avion de chasse endommagé des Forces aériennes soviétiques se pose près du village. Le pilote montre alors le fonctionnement de son avion et de son poste de pilotage aux quelques villageois qui le cachent, en attendant qu'il soit secouru par un avion de secours.
Au début de 1946, alors que Yuri est âgé de 13 ans, sa famille déménage à Gjatsk à environ 20 km au sud (rebaptisé depuis Gagarine en son honneur et souvenir). Son père démonte alors entièrement sa maison, avant de la transporter, puis de la reconstruire, en y emportant tous ses biens.
Le 12 avril 1961, Youri Gagarine entre dans l'Histoire et devient un des plus célèbres Héros de l'Union soviétique, en tant que premier pilote de l'Humanité de vol spatial habité, durant une orbite terrestre de 108 minutes sur Vostok 1 du Programme Vostok.

## Musée
En 1971 cette maison-musée est reconstruite à l'identique de l'originale, où a vécu Youri et sa famille de 1933 à 1945, avant son déménagement dans la ville voisine de Gzhatsk. Ce musée fait partie depuis des nombreux lieux et monuments dédiés à sa mémoire en Russie.